# Setabis
Genre
Setabis est un genre d'insectes lépidoptères de la famille des Riodinidae et de la sous-famille des Riodininae.
Ils résident en Amérique du Sud.

## Dénomination
Le genre a été nommé par John Obadiah Westwood en 1851.

## Liste des espèces
- Setabis alcmaeon (Hewitson, 1876); présent en Équateur, au Costa Rica et en Colombie
- Setabis buckleyi (Grose-Smith, 1898); présent en Équateur
- Setabis cleomedes (Hewitson, 1870); présent au Nicaragua, au Costa Rica et à Panama.
- Setabis cruentata (Butler, 1867); présent au Brésil.
- Setabis disparilis (Bates, 1868); présent en Équateur, au Pérou et au Brésil.
- Setabis epitus (Cramer, [1780]); présent en Guyane, Guyana, au Surinam et au Brésil.
- Setabis extensa (Lathy, 1932); au Pérou.
- Setabis fassli (Seitz, 1920); en Bolivie.
- Setabis flammula (Bates, 1868); présent au Brésil
- Setabis heliodora (Staudinger, [1887]; présent au Brésil et au Pérou.
- Setabis hippocrate (Godman, 1903); au Pérou.
- Setabis lagus (Cramer, [1777]); présent en Guyane, Guyana, au Surinam et au Brésil.
- Setabis luceres (Hewitson, 1870); présent en Équateur, au Pérou et au Brésil.
- Setabis megalia (Stichel, 1911); au Pérou.
- Setabis myrtis (Westwood, 1851); présent au Brésil et en Bolivie.
- Setabis phaedon (Godman, 1903)
- Setabis plagiaria (Grose-Smith, 1902)
- Setabis preciosa (Stichel, 1929); présent et au Pérou.
- Setabis pythia (Hewitson, [1853]); présent en Colombie et au Brésil.
- Setabis pythioides (Butler, 1867); présent en Équateur et au Brésil.
- Setabis rhodinosa (Stichel, 1911); présent en Équateur
- Setabis serica (Westwood, 1851); présent au Brésil
- Setabis staudingeri (Stichel, 1925); présent au Brésil
- Setabis tapaja (Saunders, 1859); présent au Brésil
- Setabis velutina (Butler, 1867); présent au Brésil

### Source
- funet